# Ambasadorowie Saksonii
Lista ambasadorów Elektoratu Saksonii i Królestwa Saksonii według krajów, w których pełnili misje dyplomatyczną.
Saska dyplomacja nowożytna była bardzo zaawansowana. W XVIII wieku Saksonia przeszła na system stałych przedstawicielstw dyplomatycznych. Przykładowo w 1722 roku było 14 placówek dyplomatycznych saskich. W 1723 Tajny Gabinet zorganizował 20 dodatkowych; min. w Hiszpanii i różnych krajach włoskich i niemieckich. W 1726 roku August II Mocny (Elektor Fryderyk August I) miał: w Paryżu ambasadora nadzwyczajnego, w Wiedniu i Rzymie – ministrów pełnomocnych, w Petersburgu, Berlinie, Londynie i Hadze – posłów nadzwyczajnych, ministrów w Monachium, Trewirze, Kassel, Gotha i Moguncji, oraz na łączonej placówce we Florencji/Parmie. Ważny był przedstawiciel w Wenecji, o nieokreślonej randze, podobnie jak reprezentant saski na sejmy Rzeszy (Ratyzbona). Rezydenci przebywali w Rzymie, Frankfurcie, Minden, Amsterdamie i Sztokholmie. Agenci w Hamburgu, Gdańsku, Wrocławiu i Pradze, a korespondenci w Turynie, Messynie i Madrycie. W Stambule był nieformalny konsul na służbie polsko-saskiej.

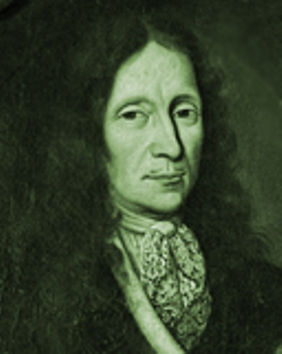
Nikolaus von Gersdorf
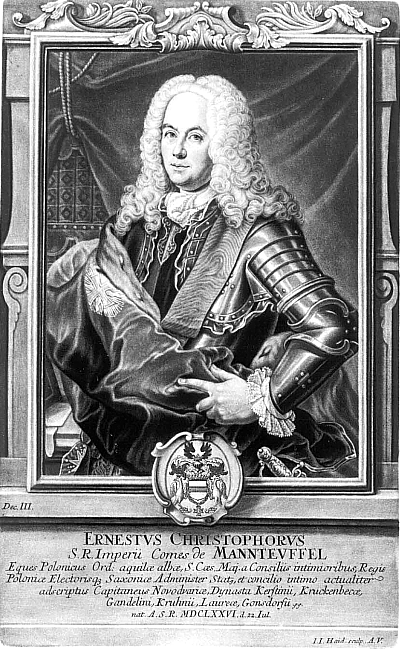
Ernst Christoph von Manteuffel
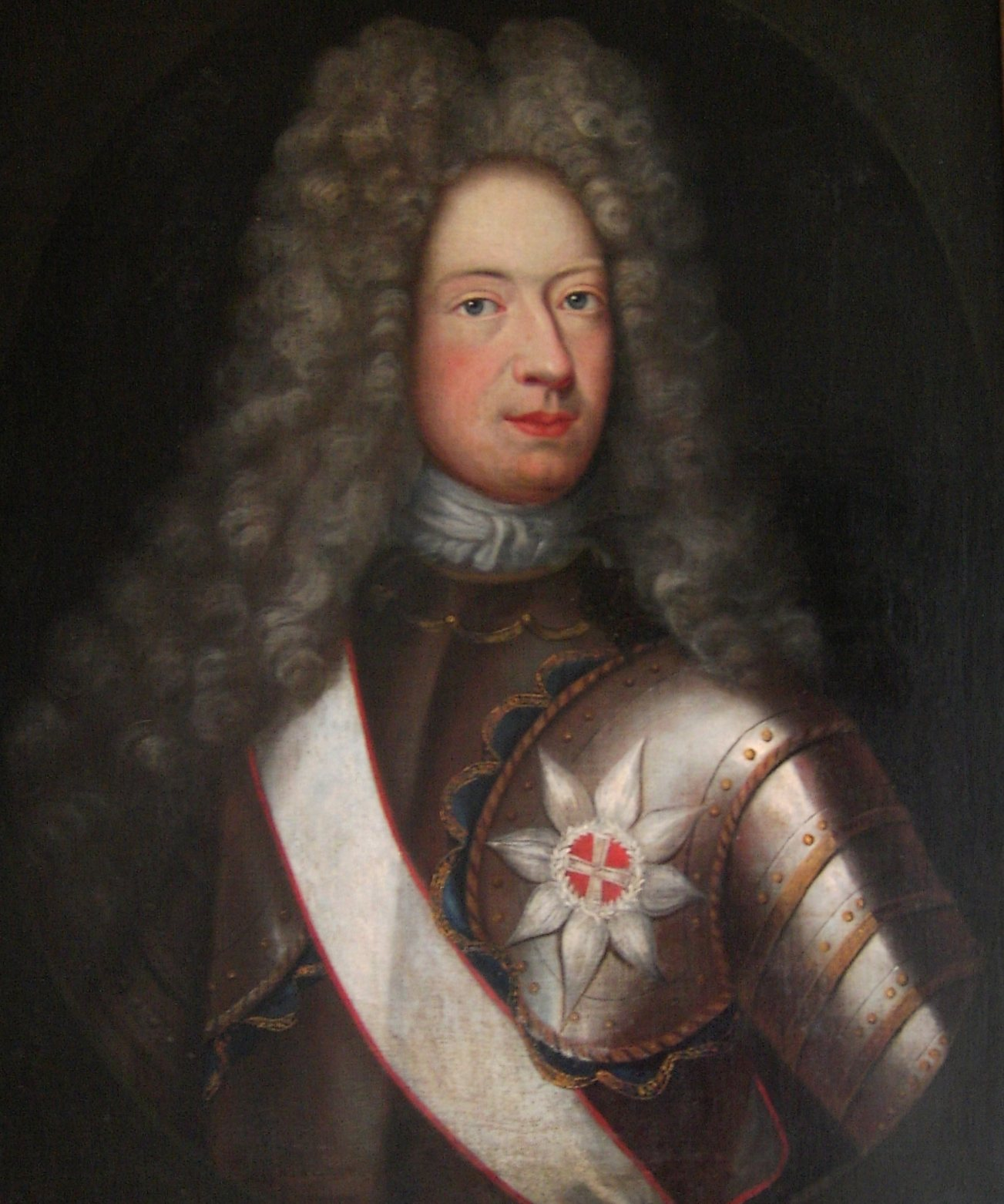
Adolf Magnus Hoym
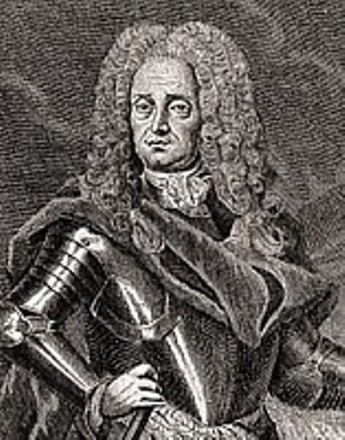
August Christoph von Wackerbarth
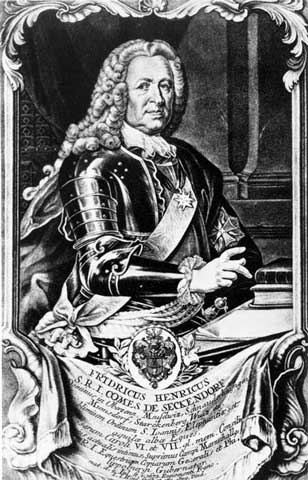
Friedrich Heinrich von Seckendorff
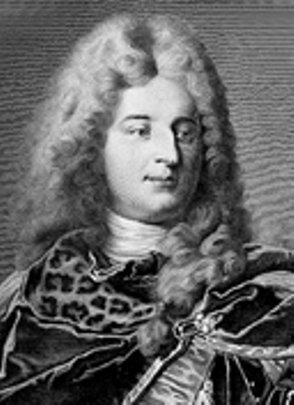
Karl Heinrich von Hoym
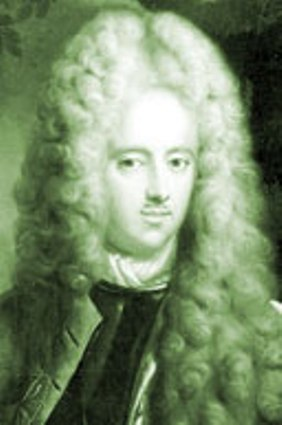
Joseph Anton Gabaleon Wackerbarth-Salmour
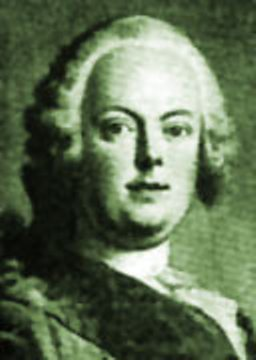
Ludwig Siegfried Vitzthum von Eckstädt
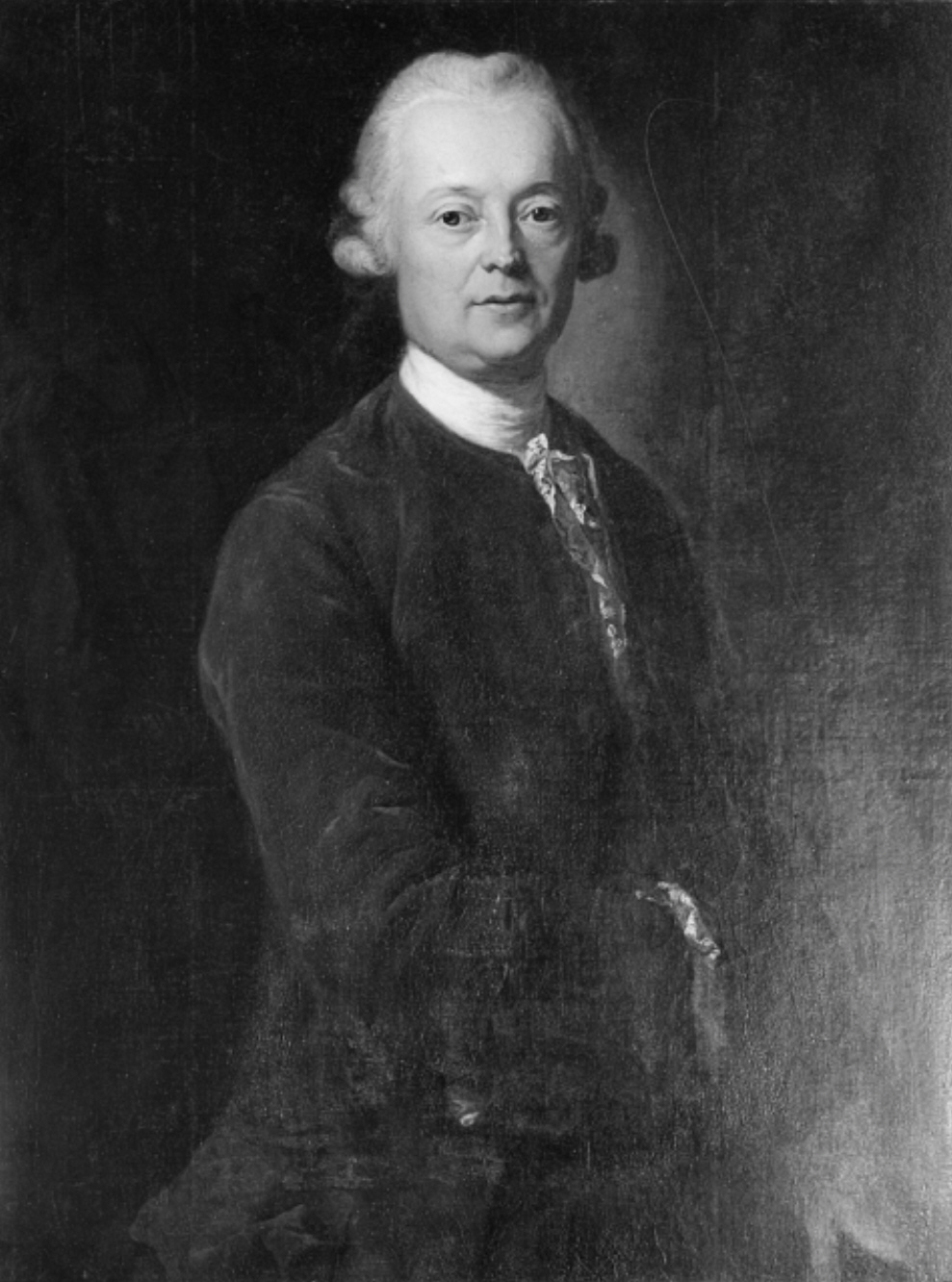
Johann Georg von Einsiedel
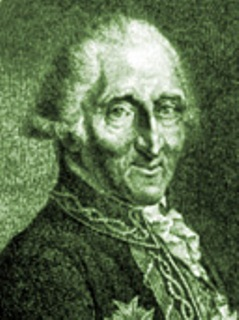
Friedrich August von Zinzendorf
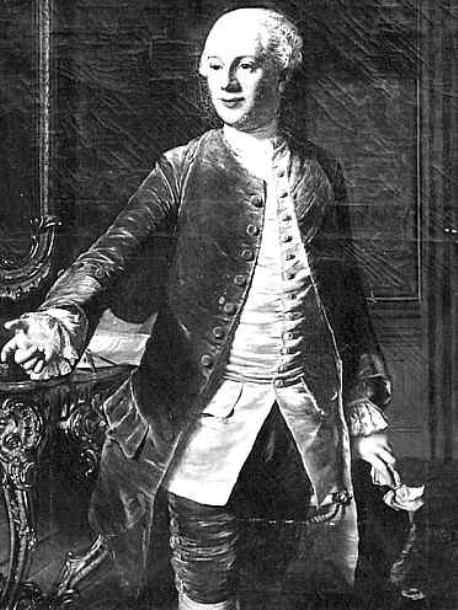
Alojzy Fryderyk von Brühl

## Bawaria
- 1676 nawiązanie stosunków dyplomatycznych
- 1723–1727 Joseph Anton Gabaleon von Wackerbarth-Salmour
- 1727–1731 Gabriel von der Lieth
- 1733 Friedrich Carl von Watzdorf
- 1733–1739 wakat
- 1740–1741 Johann Adolph von Loß
- 1741–1741 Christian von Loß
- 1741–1742 Heinrich von Bünau
- 1745–1745 Christian von Loß
- 1745–1748 Nikolaus Willibald von Gersdorff
- 1749–1751 Ludwig Siegfried Vitzthum von Eckstädt
- 1752–1764 August Heinrich Gottlob von Callenberg

...
- 1816–1832 Carl von Einsiedel
- 1832–1842 Rudolf von Könneritz
- 1842–1846 Friedrich Ferdinand von Beust
- 1846–1850 Karl Adolf von Hohenthal-Knauthain
- 1850–1864 Carl Gustav Adolf von Bose
- 1864–1866 Hans von Könneritz
- 1867–1874 Richard von Könneritz
- 1874–1898 Oswald von Fabrice
- 1898–1914 Heinrich August von Friesen
- 1914–1918 Robert von Stieglitz
- 1918–1923 Maximilian von Dziembowski
- 1923–1925 czasowe zamknięcie poselstwa
- 1925–1927 Johannes Georg Schmidt
- 1927–1928 wakat
- 1928–1930 Johannes Erich Gottschald
- 1930 zniesienie poselstwa

## Belgia
- 1852–1862 Albin Leo von Seebach
- 1862–1863 Richard von Könneritz
- 1864–1874 Oswald von Fabrice

## Dania
- 1693–1697 Antoine Moreau
- 1697 Karl Gottfried von Bose
- 1700–1703 Johann von Schade
- 1705–1711 Ernst Christoph von Manteuffel
- 1711 Jobst Friedrich von Arnstedt
- 1711–1712 Claude de Brosse
- 1714–1715 Heinrich Friedrich von Friesen
- 1717–1720 Gottlob Hieronymus von Leipziger
- 1757–1768 Gustav Georg von Völkersahm
- 1778- Carl Heinrich von Schlitz von Görtz
- 1808–1815 Hans Rudolph August von Gersdorf
- 1815–1836 Benedict Christian von Merbitz

## Hamburg
- 1669 nawiązanie stosunków dyplomatycznych
- 1669-1672 Carl Christian Kühlewein[1]
- 1673-1675 Gottfried von Edelstein
- 1675-1681 Johann Christian Philipp
- 1682-1703 Johann Arnold Funck rezydent (do 1688 agent)
- 1698–1704 Louis Abensur
- 1704-1708 Gottfried Ebersbach
- 1705 Johann Wilhelm Buschmann
- 1706-1713 Antonius von Dangerfeldt
- 1708-1729 Peter Ambrosius Lehmann
- 1730-1733 Gabriel von der Lieth
- 1733-1736 Samuel Trugard
- 1736-1766 Gabriel von der Lieth
- 1766-1782 Francesco von Brentano[1][2]
- 1782-1790 wakat[3]
- 1790 likwidacja przedstawicielstwa

## Hanower
- 1706 Ludwig Alexander von Seebach
- 1709 Ludwig Alexander von Seebach (II raz)
- 1709–1714 Georg Sigismund Nostitz

## Hesja
- 1807–1813 Wilhelm Albert Heinrich von Schönburg

## Hiszpania
- 1739 nawiązanie stosunków dyplomatycznych
- 1739–1761 Johann Joseph Hyazinth von Kolowrat-Krakowsky[4]
- 1763–1766 Johann Joseph Hyazinth von Kolowrat-Krakowsky
- 1766–1773 Friedrich Magnus von Saul
- 1788–1789 Sigismund Ehrenreich Johann von Redern
- 1811–1819 wakat
- 1819–1820 Carl von Friesen
- 1820–1824 Friedrich Bernhard Biedermann
- 1824–1828 Hans Heinrich von Könneritz
- 1828–1852 brak stosunków dyplomatycznych
- 1852–1853 Oswald von Fabrice
- 1853–1856 Adolph Keil
- 1856–1870 wakat
- 1870 likwidacja poselstwa

## Holandia
- 1649 nawiązanie stosunków dyplomatycznych
- 1649–1664 Martin Tancke[5]
- 1668–1683 wakat
- 1683–1683 Albrecht Friedrich von Hünicke
- 1683–1685 Emanuel Willius
- 1685–1691 wakat
- 1691–1719 Wolf Abraham Gersdorff
- 1693–1694 Otto Heinrich von Friesen
- 1697–1698 Christoph Dietrich von Bose der Jüngere
- 1707–1710 Peter Robert Taparelli von Lagnasco
- 1709–1710 Claude de Brosse
- 1710–1711 Georg von Werthern
- 1712–1713 Friedrich Heinrich von Seckendorff
- 1712–1750 Claude de Brosse
- 1719–1721 Philipp von Stosch
- 1750–1750 Johann Arnold Ernst
- 1750–1766 Johann Heinrich Kauderbach
- 1766–1780 Jean Pierre Isaaq Dubois
- 1779–1791 Karl Wilhelm von Martens
- 1830–1832 Karl von Einsiedel
- 1832–1862 wakat
- 1862–1874 Oswald von Fabrice

## Holsztyn
- 1710 Adolf Magnus Hoym

## Neapol
- 1738 nawiązanie stosunków dyplomatycznych
- 1738–1739 Joseph Anton Gabaleon von Wackerbarth-Salmour
- 1739–1749 Giuseppe di Salvatico
- 1749–1751 Alexius von D'Ollone
- 1751–1758 Friedrich Gottlob Adolph von Warnsdorff
- 1758–1769 Antonio di Palumbo
- 1859 powtórne nawiązanie stosunków dyplomatycznych
- 1859–1865 Wilhelm Bogislav Kleist vom Loß
- 1861 Proklamowanie Królestwa Włoch, 1865 zniesienie przedstawicielstwa

## Polska
- 1697 Jakob Heinrich von Flemming (by przygotować elekcję Augusta II)
- 1733–1734 Joseph Anton Gabaleon Wackerbarth-Salmour (by przygotować elekcję Augusta III)
- 1764–1792 August Franz Essen (poseł, od 1791 minister pełnomocny)[6]
- 1792–1795 Johann Jakub Patz (Chargé d’affaires)[7]

## Prusy
- 1694–1697 Karl Gottfried von Bose
- 1697–1728 Jakob Heinrich von Flemming
- 1711–1717 Ernst Christoph von Manteuffel
- 1717–1718 Albrecht von der Lieth
- 1720-1730 Ulrich Friedrich von Suhm
- 1730–1730 Moritz Karl zu Lynar
- 1730–1732 Christian Ernst von Polentz
- 1732–1733 Friedrich Gotthard von Bülow
- 1733–1733 Georg Wilhelm von Birkholz
- 1733–1738 Johann Ludwig von Ponickau
- 1740–1746 Alexander Heinrich von Siepmann
- 1746–1749 Johann Christoph Walther
- 1764–1777 Heinrich Gottlieb von Stutterheim
- 1773–1777 Friedrich August von Zinzendorf
- 1801–? Carl Heinrich von Görtz
- 1815–1819 Hans August Fürchtegott von Globig
- 1819–1822 Johannes von Minckwitz
- 1823–1823 Carl von Friesen
- 1823–1835 Karl Friedrich Ludwig von Watzdorf
- 1835–1848 Johannes von Minckwitz
- 1848–1851 Friedrich Ferdinand von Beust
- 1851–1852 Hans Heinrich von Könneritz
- 1852–1866 Karl Adolf von Hohenthal-Knauthain
- 1866–1873 Hans von Könneritz
- 1873–1885 Oswald von Nostitz-Wallwitz
- 1885–1906 Wilhelm von Hohenthal
- 1906–1909 Christoph Johann Friedrich Vitzthum von Eckstädt
- 1909–1916 Ernst von Salza und Lichtenau
- 1916–1918 Hans von Nostitz-Drzewiecki
- 1919–1921 Walter Koch
- 1921–1932 Georg Gradnauer
- 1932 Rozwiązanie przedstawicielstwa przez władze Rzeszy
- 1932–1934 Hans von Holtzendorff
- 1934 Wymuszenie definitywnej likwidacji przedstawicielstwa

## Rosja
- 1699 nawiązanie stosunków dyplomatycznych
- 1700 Johann Ernst Langen
- 1700–1706 Jost Friedrich von Arnstedt
- 1709–1715 Friedrich Vitzthum von Eckstädt
- 1711–1718 Johann Adolf von Loß
- 1718–1720 Martin von Frensdorf
- 1721–1734 Johann von Le Fort
- 1725 Jean Le Fort
- 1733-1736 Moritz Karl von Lynar (towarzyszył mu Johann Georg von Ponickau)[8]
- 1736–1740 Ulrich Friedrich von Suhm
- 1740–1741 Moritz Karl von Lynar
- 1742–1745 Nikolaus Willibald von Gersdorff
- 1746–1747 Ludwig Siegfried Vitzthum von Eckstädt
- 1748–1756 Johann Ferdinand August von Funck
- 1748–1762 Johann Georg von Einsiedel
- 1761–1765 Johann Moritz Prasse
- 1755 Stanisław Poniatowski, stolnik litewski (jako poseł saski)
- 1762 Alojzy Fryderyk von Brühl
- 1765-1768 Karl von Osten-Sacken
- 1811–1812 Karl von Watzdorf
- 1812–1816 wakat
- 1816–1831 Georg von Einsiedel
- 1831–1834 wakat
- 1834–1838 Karl August von Lützerode
- 1839–1852 Albin von Seebach
- 1852–1853 Karl Friedrich Vitzthum von Eckstädt
- 1853–1864 Hans von Könneritz
- 1864–1867 Richard von Könneritz
- 1870 zamknięcie przedstawicielstwa dyplomatycznego

## Rzesza Niemiecka
- 1439 Caspar von Schönberg (wysłannik na sejm Rzeszy – Moguncja)
- 1532 Hans III von Minkwitz (wysłannik na sejm Rzeszy – Spira)
- 1662–1664 Nikolaus von Gersdorf (wysłannik na sejm Rzeszy – Ratyzbona)
- 1662–1664 Heinrich Baron von Friesen
- 1664–1674 Augustin Strauch
- 1675–1681 Anton von Schott
- 1681–1682 Gottfried von Jena
- 1682–1683 Otto Heinrich von Friesen
- 1683–1684 Anton von Schott
- 1685 Otto Heinrich von Friesen (wysłannik na sejm Rzeszy – Ratyzbona)
- 1685–1697 Moritz Heinrich von Miltitz
- 1697–1712 Georg von Werthern (wysłannik na sejm Rzeszy – Ratyzbona)
- 1712–1718 Karl Gottfried von Bose (wysłannik na sejm Rzeszy – Ratyzbona)
- 1718–1725 Christoph Friedrich von Gersdorff (wysłannik na sejm Rzeszy – Ratyzbona)
- 1725–1733 Johann Friedrich von Schönberg
- 1733–1775 Johann Georg von Ponickau
- 1741–1745 Christian von Loß (przy dworze cesarza Karola VII we Frankfurcie nad Menem)
- 1764 Karl August von Rey i Johann Georg von Ponickau ()
- 1775–1779 Otto Ferdinand von Loeben
- 1790 Otto Ferdinand von Löben (na wybory cesarza we Frankfurcie nad Menem)
- 1799 Peter Friedrich von Hohenthal
- 1799-1806 Hans Ernst von Globig
- 1806 rozwiązanie cesarstwa

## Sabaudia
- 1743–1746 Ludwig Siegfried Vitzthum von Eckstädt
- Karl Georg Friedrich von Flemming (1705-1767)

## Szwecja
- 1658–1659 Nikolaus von Gersdorf
- 1697–1698 Karl Gottfried von Bose
- 1722–1727 Martin von Frensdorf
- 1731–1737 Adam Adolph von Utterodt
- 1745–1750 Nicolaus von Suhm
- 1753–1763 Karl von Osten-Sacken
- 1762–1765 Johann Heinrich von Titzschkau
- 1768–1776 Friedrich August von Zinzendorf

## Turcja
- 1714 Johann Spiegel
- lata czterdzieste XVIII w. Friedrich Hübsch (korespondent)

## Watykan
- 1712? Jakob Puchet i Bernard Teodor Schenck
- 1725 Pietro Roberto Taparelli, hrabia Lagnasco
- 1730–1731 Joseph Anton Gabaleon Wackerbarth-Salmour

## Wenecja
- Emilio de Villio (długoletni pół-formalny rezydent)

## Wielka Brytania
- 1671 nawiązanie stosunków dyplomatycznych[9][10]
- 1699–1710 Karl Christian Kirchner
- 1701–1703 Balthasar Heinrich von Nischwitz
- 1710–1714 Charles Pierre d’Elorme
- 1714–1718 Georg Sigismund von Nostitz
- 1718–1718 Karl Philipp von Wartensleben-Flodroff
- 1718–1728 Jacques de Le Coq
- 1730–1732 Friedrich Carl von Watzdorf
- 1733–1733 Heinrich von Bünau
- 1733–1738 Johann Adolph von Loß
- 1739–1742 Adam Adolph von Utterodt
- 1742–1751 Karl Georg Friedrich von Flemming
- 1752–1757 Carl Ludwig Wiedmarckter
- 1763–1763 Johann Georg Friedrich von Einsiedel
- 1764–1806 Hans Moritz von Brühl[11]
- 1806–1809 Hans Moritz von Brühl[11]
- 1815–1816 Carl von Friesen
- 1816–1823 Wilhelm August von Just
- 1823–1824 Maximilian von Schreibershofen rezydent w Kassel[10]
- 1824–1832 Friedrich Bernhard Biedermann
- 1832–1846 Georg Rudolf von Gersdorff
- 1846–1853 Friedrich Ferdinand von Beust
- 1853–1869 Karl Friedrich Vitzthum von Eckstädt
- 1869–1874 Oswald von Fabrice
- 1874 zniesienie poselstwa[10]